# Maiden Newton (stacja kolejowa)
Maiden Newton – stacja kolejowa we wsi Maiden Newton w hrabstwie Dorset, na linii Heart of Wessex z Bristolu do Weymouth. Stacja była w swej historii węzłowa, kończyła się tu linia Bridport Railway, zamknięta na mocy Beeching Axe w 1976 oraz linia Wilts, Somerset and Weymouth Railway.

## Ruch pasażerski
Ze stacji korzysta ok. 14 818 pasażerów rocznie (dane za rok 2021/2022). Posiada bezpośrednie połączenia z Bristolem, Bath Spa i  Weymouth. Pociągi odjeżdżają ze stacji w odstępach dwugodzinnych w każdą stronę.

## Obsługa pasażerów
Stacja nie dysponuje parkingiem samochodowym na 10 miejsc; nie dysponuje parkingiem rowerowym. Odprawa podróżnych odbywa się w pociągu.